# Грейс (река)
Грейс (англ. Greys River) — река в США, в северо-западной части штата Вайоминг. Левый приток реки Снейк. Длина составляет около 100 км. Берёт начало в районе горного хребта Вайоминг, в 72 км к югу от города Алпайн, округ Линкольн. Течёт преимущественно в северном направлении, впадает в реку Снейк в каньоне, выше водохранилища Палисейдс. Долина реки образует границу между хребтами Вайоминг (на востоке) и Салт-Ривер (на западе). Крупнейший приток — река Литл-Грейс.